# LZ 51
Der Zeppelin LZ 51 war das 51. Luftschiff des Grafen Zeppelin und das 24. Luftschiff des deutschen Heeres (taktische Nummer LZ 81). Er gehörte zur Baureihe „P“ der deutschen Zeppelin-Militärluftschiffe.

## Geschichte

LZ 81 am 9. November 1915 in Sofia (Bulgarien)

Das Luftschiff wurde in Löwental gebaut und unternahm seine erste Fahrt am 7. Oktober 1915. Seine Standorte lagen in Szentandras (2. November 1915 bis 19. Januar 1916 und Sommer 1916 bis 26. September 1916) sowie wechselweise in Düsseldorf und Namur. Die Führung lag nacheinander bei Hauptmann Felix Jacobi und Hauptmann Barth. Es führte drei Angriffe durch, bei denen eine Bombenlast mit einem Gesamtgewicht von 4.513 Kilogramm abgeworfen wurde.
Am 9. November 1915 verhalf LZ 81 einer Diplomatengruppe per Luftweg von Temeswar im damaligen Ungarn über das gegnerische Serbien nach Sofia. Für Angriffsfahrten kam das Schiff erst nach Verbesserungen an den 240-PS-Motoren in Betracht. Ab Februar 1916 befand sich LZ 81 im Westeinsatz. Bei einem Angriff auf Étables wurde es am 25. April 1916 durch Beschuss beschädigt und hecklastig. Der Besatzung gelang aber trotz der widrigen Umstände, zu denen noch Motorausfall hinzukam, die Heimfahrt. Aufgrund des Bruchs einer Schraubenwelle mussten die Angriffe abermals ausgesetzt werden. Im Sommer 1916 wurde LZ 81 in Dresden um 15 Meter verlängert. Dadurch vergrößerten sich das aufnehmbare Volumen an Wasserstoff und die maximale Nutzlast (siehe technische Daten). Es folgten abermals Einsätze in Südosteuropa.

## Verbleib

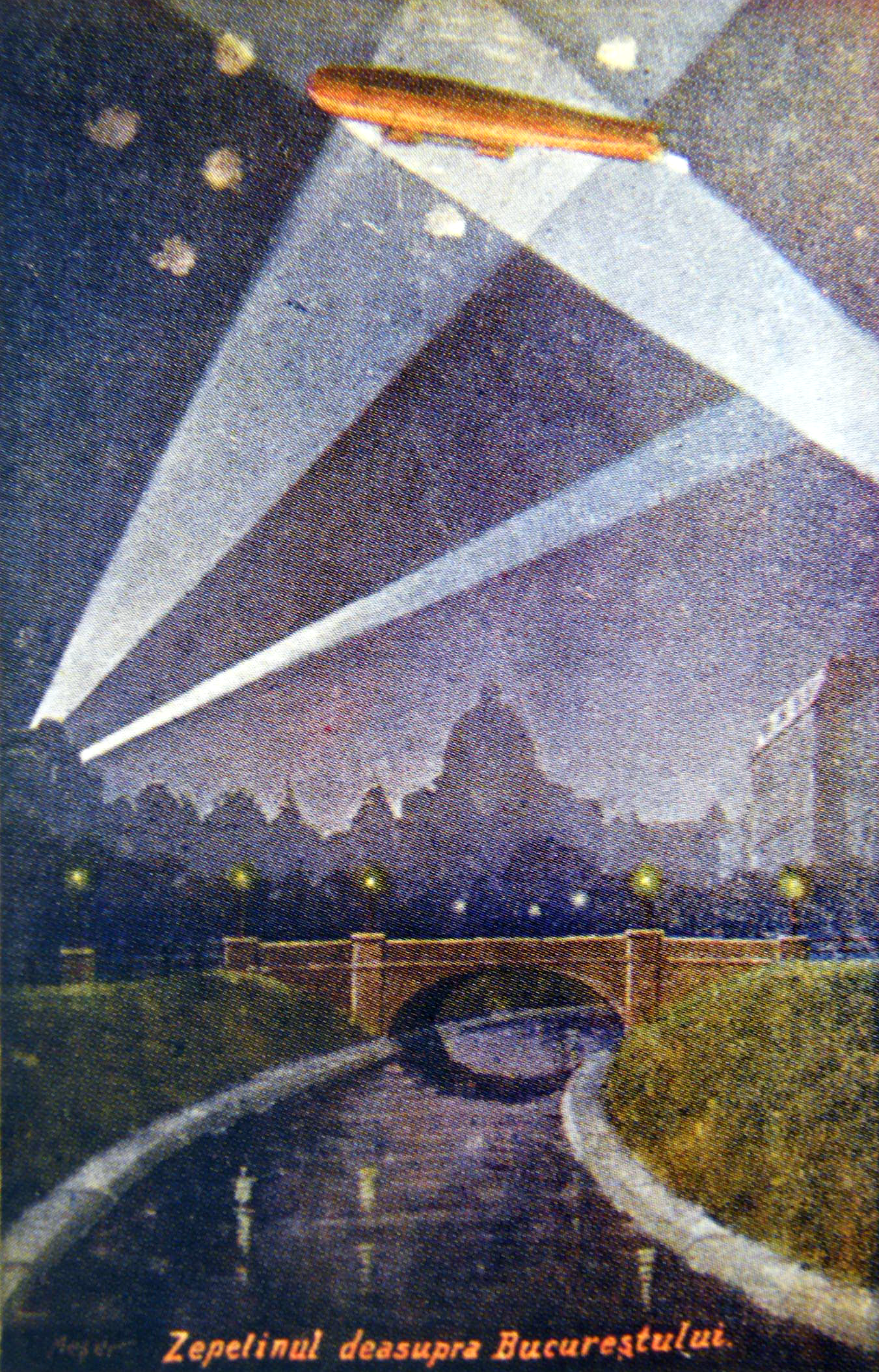
Deutscher Zeppelin über Bukarest

Das Luftschiff zählt zu den zahlreichen Zeppelinen der P-Baureihe, die durch Feindeinwirkung verloren gingen. Beim zweiten Angriff auf Bukarest Ende September 1916 erhielt das Schiff Treffer. Es strandete am 27. September 1916 bei Tirnowa, Bulgarien, als sie versuchte zum Stützpunkt zurückzukehren. Ein Besatzungsmitglied verstarb an seinen Verletzungen. Über den weiteren Verbleib der Überreste von LZ 81 ist nichts Näheres bekannt.

## Technische Daten
- Traggasvolumen:
  - 31.900 m³ Wasserstoff (vor Umbau)
  - 35.800 m³ Wasserstoff (nach Umbau)[5][1]
- Länge:
  - 163,50 m (vor Umbau)
  - 178,50 m (nach Umbau)[5][1]
- Durchmesser: 18,70 m
- Nutzlast:
  - 15,6 t (vor Umbau)
  - 17,9 t (nach Umbau)[1]
- Antrieb: vier sechszylindrige Maybach-Motoren von je 240 PS (177 kW)
- Geschwindigkeit: 26,7 m/s
- Aktionsradius: 2.150 km
- Maximale Steighöhe: 3.900 m
- Bewaffnung: 2 × 8-mm-Maxim-Maschinengewehre[5]
- Besatzung: ca. 18 Mann